# Roesleriana exotica
Roesleriana exotica là một loài côn trùng trong họ Roeslerianidae thuộc bộ Neuroptera. Loài này được Martins-Neto & Vulcano miêu tả năm 1989.